# The Faith
I The Faith sono stati un gruppo hardcore punk statunitense, formato nel 1981 a Washington DC, di grande importanza per la loro influenza per la scena hardcore locale e per il movimento emocore.

## Storia
Il gruppo si formò nell'estate del 1981 con Alec MacKaye alla voce, già componente degli Untouchables, Michael Hampton degli State of Alert alla chitarra elettrica. Dopo la registrazione di un demo, nel 1982 pubblicarono uno split assieme ai Void, pubblicato dalla Dischord Records, fondata dal fratello maggiore di MacKaye e cantante dei Minor Threat, Ian.
Nel 1983 i The Faith pubblicarono un EP dal titolo Subject to Change, prodotto sempre da Ian MacKaye e con l'aggiunta di un secondo chitarrista nella formazione. Dopo pochi mesi dalla registrazione, il gruppo si sciolse, e alcuni componenti entrarono negli Embrace con Ian MacKaye alla voce. Il chitarrista Eddie Janney si unì ai Rites of Spring e si riunì con Michael Hampton nei One Last Wish. Alec MacKaye cantò negli Ignition e, successivamente, nei The Warmers. L'ultimo concerto del gruppo, allo Space II Arcade di Washington, è considerato un evento, grazie al successo riscosso dalle due pubblicazioni.

## Discografia

### Album di studio
- 1982 - Void/Faith split (LP/CD - Dischord)
- 1983 - Subject to Change (EP - Dischord)

### Raccolte
- 1993 - Faith / Void / Faith (raccolta delle due pubblicazioni - Dischord)

### Compilation
- 2002 - 20 Years of Dischord - Subject to Change (Dischord)
- 2004 - Kurt's Choice - Subject to Change	(CD - New Musical Express)

## Formazione
- Alec MacKaye - voce
- Eddie Janney - chitarra
- Michael Hampton - chitarra
- Chris Bald - basso
- Ivor Hanson - batteria